# Callosciurus adamsi
Callosciurus adamsi is een zoogdier uit de familie van de eekhoorns (Sciuridae). De wetenschappelijke naam van de soort werd voor het eerst geldig gepubliceerd door Kloss in 1921.

## Voorkomen
De soort komt voor in Maleisië.